# Paranoid 패러노이드
패러노이드 (paranoid_패러노이드)는 대한민국의 유튜버이다. 주로 로블록스 영상을 올린다.
이름은 애쉬 아일랜드의 Paranoid를 듣고 지은 것으로 추측된다.

## 나는 천재
지금은 거의 올리고 있지 않다.
영상을 자주 올린다. 1~2일 간격으로 영상을 올린다.
2023년 11월 9일, 영상을 12일동안 올리지 않아서 사과 영상을 올렸다.
해명합니다

## 아바타

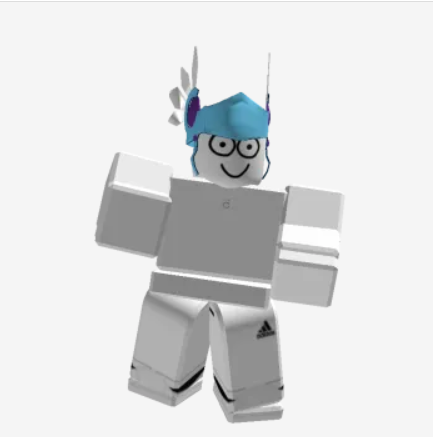
현재 아바타

## 리미티드
패러노이드의 로블록스 인벤토리를 보면 아이스 발키리, 루비 수정관 등 총 11개의 리미티드들이 있는 걸 볼 수 있다.

## 미국
미국에 살고 미국 영주권을 가지고 있다. 그리고 영어를 잘한다. 가끔 미국 vlog를 올린다.
미국 맥도날드에서 로블록스를 하면 생기는 일
현실에서 로블록스 음식 먹기
미국 마트에서 사고싶은 로블록스 물건들 다 사기 (코드뿌려여)

## QnA
Q&A 영상 링크
2022년 6월 20일날 Q&A를 했다. (+얼공)

## 흑우
컨텐츠에 필요한 것이나 게임패스가 필요하면 거의 다 사서 구독자들 사이에서 흑우라는 별명이 붙었다.